# 36 Hours (1964)
36 Hours is een Amerikaanse oorlogsfilm uit 1964 onder regie van George Seaton. Het scenario is gebaseerd op het korte verhaal Beware of the Dog (1944) van de Britse auteur Roald Dahl.

## Verhaal
Tijdens de 36 uur die voorafgaan aan de geallieerde landingen in Normandië wordt de Amerikaanse majoor Jefferson Pike ondervraagd door nazi's. Zijn ondervragers doen daarbij alsof de Tweede Wereldoorlog al jaren is afgelopen.

## Rolverdeling
| Acteur           | Personage                   |
| ---------------- | --------------------------- |
| James Garner     | Majoor Jefferson Pike       |
| Eva Marie Saint  | Anna Hedler                 |
| Rod Taylor       | Majoor Walter Gerber        |
| Werner Peters    | Otto Schack                 |
| John Banner      | Ernst                       |
| Russell Thorson  | Generaal Allison            |
| Alan Napier      | Kolonel Peter MacLean       |
| Oscar Beregi jr. | Luitenant-kolonel Ostermann |
| Ed Gilbert       | Kapitein Abbott             |
| Sig Ruman        | Duitse bewaker              |
| Celia Lovsky     | Elsa                        |
| Karl Held        | Korporaal Kenter            |
| Martin Kosleck   | Kraatz                      |
| Marjorie Bennett | Schoonmaakster              |
| Henry Rowland    | Duitse soldaat              |
| Otto Reichow     | Duitse soldaat              |
| Hilda Plowright  | Duitse agent                |
| Walter Friedel   | Denker                      |
| Joseph Mell      | Lemke                       |